# إميل ريختر
إميل ريختر هو لاعب شطرنج تشيكي، ولد في 14 يناير 1894، وتوفي في 16 مارس 1971.

## وصلات خارجية
- إميل ريختر على موقع مباريات الشطرنج (الإنجليزية)
- إميل ريختر على موقع 365Chess.com (الإنجليزية)
- إميل ريختر على موقع Chesstempo.com (الإنجليزية)